# Meigenia picta
Meigenia picta là một loài ruồi trong họ Tachinidae.